# صموئيل جونز
صموئيل جونز (بالإنجليزية: Samuel Jones)‏ (6 سبتمبر 1955 بهاروغيت في المملكة المتحدة - ) هو لاعب كرة قدم بريطاني في مركز حراسة المرمى.